# Lisa Natalie Arnold
Lisa Natalie Arnold (geboren 1982) ist eine deutsche Schauspielerin.

## Leben
Lisa Natalie Arnold wuchs in Rheinhessen und Puerto Rico auf. Sie studierte zwischen 2004 und 2008 Schauspiel an der Hochschule für Musik und Theater Hamburg. Bereits während ihres Studiums gastierte sie am Thalia Theater Hamburg und am Deutschen Schauspielhaus Hamburg. Nach ihrem Studium wurde sie zwischen 2008 und 2011 festes Ensemblemitglied am Düsseldorfer Schauspielhaus, so sie mit Regisseuren wie Daniela Löffner, Alexander Müller-Elmau und Stephan Rottkamp zusammenarbeitete.
Zwischen 2011 und 2019 holte sie Lars-Ole Walburg an das Schauspiel Hannover. Hier arbeitete sie mehrfach mit den Regisseuren Heike M. Goetze, Mina Salehpour und Sascha Hawemann zusammen.
Ab 2019 war Arnold als Gast in zwei Theaterproduktionen am Staatstheater Dresden in der Regie von Mina Salehpour zu sehen.
Seit der Spielzeit 2021/22 engagierte sie Intendant Florian Lutz an das Staatstheater Kassel. Im selben Ensemble sind ihre ehemaligen Kollegen vom Schauspiel Hannover Günther Harder, Hagen Oechel, Jakob Benkhofer und Emilia Reichenbach.

## Theater (Auswahl)
- 2006: Rose Bernd von Gerhart Hauptmann, Regie: Michael Thalheimer, Thalia Theater Hamburg[4]
- 2007: Tintenherz nach Cornelia Funke, Regie: Markus Bothe, Deutsches Schauspielhaus Hamburg
- 2008: Amoklauf mein Kinderspiel von Thomas Freyer, Regie: Felicitas Brucker[5][6][7]
- 2008: Eines langen Tages Reise in die Nacht von Eugene O’Neill, Regie: Julia Hölscher
- 2009: Verlassen, Regie: Daniela Löffner, Düsseldorfer Schauspielhaus
- 2011: Nur Pferden gibt man den Gnadenschuß nach Sydney Pollack, Regie: Amélie Niermeyer, Düsseldorfer Schauspielhaus[8][9]
- 2012: Woyzeck von Georg Büchner, Regie: Heike M. Goetze, Schauspiel Hannover
- 2012: Faserland nach Christian Kracht, Regie: Robert Lehniger, Schauspiel Hannover[10]
- 2013: Von den Beinen zu kurz von Katja Brunner, Regie: Heike M. Goetze, Schauspiel Hannover
- 2013: Drei Schwestern von Anton Tschechow, Regie: Sascha Hawemann, Schauspiel Hannover
- 2014: Anna Karenina von Tolstoi, Regie: Sascha Hawemann, Schauspiel Hannover
- 2015: Maß für Maß von William Shakespeare, Regie: Florian Fiedler, Schauspiel Hannover[11]
- 2015: Alles ist erleuchtet nach Jonathan Safran Foer, Regie: Mina Salehpour, Schauspiel Hannover[12]
- 2015: The Homemaker – Alles muss glänzen von Noah Haidle, Regie: Anna Bergmann, Schauspiel Hannover[13]
- 2015: Was ihr wollt von William Shakespeare, Regie: Marius von Mayenburg, Schauspiel Hannover[14]
- 2015: Mein Kampf von George Tabori, Regie: Mina Salehpour, Schauspiel Hannover[15]
- 2016: 23 – nichts ist wie es scheint nach Hans-Christian Schmid, Regie: Christopher Rüping, Schauspiel Hannover[16]
- 2016: Die Brüder Karamasow nach Fjodor Dostojewski, Regie: Martin Laberenz, Schauspiel Hannover[17]
- 2016: Rocco und seine Brüder nach Luchino Visconti, Regie: Lars-Ole Walburg, Schauspiel Hannover[18]
- 2017: Die Gerechten von Albert Camus, Regie: Alexander Eisenach, Schauspiel Hannover[19]
- 2018: Hedda Gabler von Henrik Ibsen, Regie: Alexander Eisenach, Schauspiel Hannover[20]
- 2018: Macbeth von William Shakespeare, Regie: Thorleifur Örn Arnarsson, Schauspiel Hannover[21]
- 2019: Rotkäppchen und der Wolf: Ein Drama von Martin Mosebach, Regie: Tom Kühnel, Schauspiel Hannover[22]
- 2019: Früchte des Zorns nach John Steinbeck, Regie: Mina Salehpour, Staatstheater Dresden[23]
- 2020: Im Westen nichts Neues von Erich Maria Remarque, Regie: Mina Salehpour, Staatstheater Dresden[24]
- 2021: mädchentreu von Mirja Biel, Regie: Mirja Biel, Staatstheater Kassel
- 2022: Auf Wache von Dirk Laucke, Regie: Lars-Ole Walburg, Staatstheater Kassel[25]
- 2022: Der Kirschgarten von Anton Tschechow, Regie: Jan Friedrich, Staatstheater Kassel[26]
- 2022: Die gute Erde nach Pearl S. Buck, Regie: Mina Salehpour, Staatstheater Kassel

## Auszeichnungen
- 2013: Weiter so! Förderpreis[27] der Gesellschaft der Freunde des hannoverschen Schauspielhauses e. V. (GFS)